# Agnitum
Agnitum Ltd. – rosyjskie przedsiębiorstwo informatyczne z siedzibą w Sankt Petersburgu, założone w 1999 r. Specjalizowało się w produkcji oprogramowania zabezpieczającego. Jego głównymi produktami były programy Outpost Firewall Pro i Outpost Office Firewall. Przedsiębiorstwo miało szereg oddziałów w Europie, a od 2005 r. także w Stanach Zjednoczonych.
W 2016 r. firma została przejęta przez Yandex.